# Atleta trionfante
Atleta trionfante è un dipinto a olio su tela (225x152 cm) del pittore italiano Francesco Hayez, realizzato nel 1813 e conservato all'Accademia di San Luca, a Roma.
Eseguito nel 1813, un anno dopo la vittoria ex aequo al prestigioso concorso dell'Accademia milanese di Brera, l'Atleta trionfante rappresenta una delle prime affermazioni pubbliche dell'Hayez, che con questo dipinto vinse il concorso del Mecenate Anonimo, istituito dal protettore Antonio Canova e incentrato sull'impegnativo tema di «un nudo dipinto della grandezza del vero». Malgrado il carattere poco «atletico» dell'uomo effigiato, l'opera raccolse un brillante successo grazie alla «bella resa della mossa» nella composizione e all'esecuzione «franchissima», tanto da far esclamare al console Tambroni: «vi sono molti giovani studiosi in Roma, che danno grandi speranze, e il primo di tutti è Hayez veneziano».
L'opera raffigura un atleta che, con atteggiamento trionfante, è appena disceso da una biga, in un ambiente classicheggiante dove troviamo un carro e diverse colonne doriche scanalate. In mano regge la palma della vittoria: sappiamo, inoltre, che egli è un discobolo, come suggerito dal disco di pietra abbandonato contro il muro sullo sfondo. Colto mentre incede verso sinistra, pur volgendo il capo verso il lato opposto, l'atleta ha un corpo flessuoso percorso da efficaci chiaroscuri e parzialmente ammantato in una veste bruna, che esalta i toni rosacei dell'incarnato.
Nel raffigurare un nudo maschile isolato a misura del vero Hayez si confrontò direttamente con il repertorio statuario ellenistico e canoviano: palesi, in particolare, i rimandi all'Apollo del Belvedere.